# Andrés Botero Phillipsbourne
Pour les articles homonymes, voir Botero.
Andrés Botero Phillipsbourne, né le 23 décembre 1945 à Medellín, est un dirigeant sportif colombien et ancien sportif en ski nautique .
Botero a hérité la passion pour les activités sportives de son père, Oscar Botero, né à Paris, France, qui a épousé la britannique Muriel Catherine Philipsbourne et avec qui des années plus tard il est allé vivre en Colombie, où Andrés est né. Dès l'âge de 6 ans, Botero a commencé à pratiquer des activités sportives, plus précisément le tir au fusil de chasse et l'équitation. Tout au long de sa vie, Botero a toujours entretenu une passion pour les sports en général et pour les activités à forte demande physique, ayant également pratiqué la chasse, l'aviation, le rallye, le motonautisme et le sport motocycliste, entre autres ,.

## Carrière sportive
Lors des Jeux olympiques d'été de 1972 à Munich, Botero participe à l'épreuve de démonstration en ski nautique. Entre 1965 et 1972, il participe à trois championnats du monde de ski nautique.
En tant qu'athlète, il a été champion national de ski nautique pendant 10 années consécutives, champion sud-américain de slalom et de saut d'obstacles et champion du monde de bateau à moteur de course fluviale ,.

## Carrière sportive administrative
En 1997, Botero devient président du comité olympique colombien. Il reste à la tête de cette organisation durant trois mandats, soit douze ans. En 2007, il devient membre du comité international olympique . En 2010, il est élu président du conseil des Jeux sud-américains de 2010 à Medellín remportés par la Colombie.
Le 21 janvier 2012, il est nommé directeur de Coldeportes par le président Juan Manuel Santos, en remplacement de Jairo Clopatofsky . 
En mars 2017, Botero a été nommé président de l'équipe de football professionnelle Atlético Nacional, basée dans la ville de Medellín ,.

## Postes professionnels
Plus précisément dans le domaine sportif, il a été ,:
- Président du Ski nautique Club - Medellín
- Représentant des athlètes devant le Comité Technique Mondial (1970-1971)
- Président de la Fédération colombienne de ski nautique (1972-1974)
- Organisateur du Championnat du monde de ski nautique (Bogotá, 1973)
- Président de la Confédération panaméricaine de ski - Berkeley (1980)
- Promoteur du ski nautique en Amérique latine et promoteur des championnats latino-américains qui ont conduit l'Amérique du Sud à avoir un champion du monde junior (Javier Julio, Argentine-94)
- Président de la Fédération Internationale de Ski Nautique, Villach (Autriche - 1991).
- Président de l'ARISF (Association des Sports Reconnus par le Comité International Olympique) (1993-1994)
- Il a réussi à faire reconnaître le ski nautique aux Jeux panaméricains de Mar del Plata (Argentine) (1995)
- Membre du Comité olympique colombien (1995)
- Promoteur de la Coupe du Monde Professionnelle (1996)
- Pionnier de l'ULM en Colombie, organisateur du National Air Meeting (Santafé de Antioquia-1988).
- Créateur de la Course de la rivière Magdalena.
- Président du Comité olympique colombien pendant douze ans.
- Président du club de football Atlético Nacional de Medellín (2017-2018)